# Ralswiek
Ralswiek er en by og kommune i det nordøstlige Tyskland, beliggende under Landkreis Vorpommern-Rügen på øen Rügen. Landkreis Vorpommern-Rügen ligger i delstaten Mecklenburg-Vorpommern. Kommunen er beliggende omkring 8 km nord for Bergen auf Rügen, ved det sydligste punkt af Großer Jasmunder Bodden.
Til Ralswiek hører bebyggelserne: Augustenhof, Gnies, Jarnitz, og Sabitz.
Ralswiek er hjemsted for Störtebeker-Festspiele der siden 1993 har fundet sted fra juni til september ved bredden af Großen Jasmunder Bodden; Det er Tysklands mest besøgte friluftsteater med over 300.000 besøgende pr. sæson[kilde mangler]. Forestillingerne bygger på sørøverhistorier om Klaus Störtebeker fra 1400-tallet.
- Wikimedia Commons har flere filer relateret til Ralswiek